# أوراي (كولورادو)
أوراي (بالإنجليزية: Ouray, Colorado)‏ هي مدينة تقع في مقاطعة أوراي بولاية كولورادو في الولايات المتحدة. تبلغ مساحتها 2.2 (كم²)، وترتفع عن سطح البحر 2375 م، بلغ عدد سكانها 1000 نسمة في عام 2010 حسب إحصاء مكتب تعداد الولايات المتحدة وتصل الكثافة السكانية فيها 372.7 نسمة/كم2.

## أعلام
- هوارد رايت كاتلر